# Friedrich August Thomas von Heymann
Friedrich August Thomas von Heymann, ursprünglich: Jean Frédéric Augustin Thomin de Heymann (* 1740; † 27. September 1801 in München) war französischer Maréchal de camp, dann preußischer Generalmajor und schließlich preußischer Gesandter in München.

## Leben
Heymann trat 1756 in französische Militärdienste und machte alle Feldzüge des Regiments de la Mark im Siebenjährigen Krieg mit. Er wurde Capitaine, Colonel-lieutenant Colonel,  im Regiment Colonel-Général-des-Hussards, Brigadier des armes du roi, Festungskommandant von Metz, 1790 war er Maréchal de camp, Inspecteur de cavallerie et comandant en Basse-Alsace. Unter dem Marquis de Bouillé hatte er mehrere Geheimmissionen, während der Französischen Revolution. Beide flohen jedoch in Folge des missglückten Versuches, König Ludwig XVI. außer Landes zu bringen (gescheitert in Varennes) nach Preußen, wo ihm Friedrich Wilhelm II. am 6. August 1791 eine Pension in Höhe von 2000 Talern gewährte. Im September war Heymann eingeladen, den preußischen Herbstmanövern bei Potsdam beizuwohnen und wurde am 1. Mai 1792 als Generalmajor der Kavallerie in preußischen Dienst gestellt. Im Dienste des preußischen Königs verhandelte Heymann mit dem Führer der Revolutionstruppen, Charles-François Dumouriez, nach der unentschiedenen Schlacht von Valmy, was zum Rückzug der preußischen Armee führte. Heymann sollte den König in dessen Suite während der Ersten Koalition begleiten. Im November stand er zur weiteren Verfügung des Königs und wurde dann im März 1796 Herzog Maximilian von Zweibrücken zugeteilt. Vermutlich ergab sich aus dieser Stellung, dass Heymann am 1. März 1799 preußischer Gesandter in München wurde, was er bis zu seinem Tode auch blieb.

## Familie
Heymann war mit Anna Marie Scholastika Louret de Nougaret († 1807) vermählt.